# Pallavolo ai Giochi della XXVIII Olimpiade - Convocazioni al torneo femminile
Elenco delle giocatrici convocate per i Giochi della XXVIII Olimpiade.

## Brasile
| N° | Nome                   | Ruolo | Data di nascita  | Squadra     |
| -- | ---------------------- | ----- | ---------------- | ----------- |
| -  | José Roberto Guimarães | All   | -                | -           |
| 1  | Walewska de Oliveira   | C     | 1º ottobre 1979  | São Caetano |
| 2  | Elisângela de Oliveira | O     | 30 ottobre 1978  | Paraná      |
| 3  | Érika Coimbra          | S     | 23 marzo 1980    | Finasa      |
| 5  | Marianne Steinbrecher  | O     | 23 agosto 1983   | Finasa      |
| 7  | Hélia de Souza         | P     | 10 marzo 1970    | Paraná      |
| 8  | Valeska Menezes        | C     | 23 aprile 1976   | Finasa      |
| 9  | Wélissa Gonzaga        | S     | 9 settembre 1982 | Paraná      |
| 10 | Virna Dias             | S     | 31 agosto 1971   | Minas       |
| 11 | Ana Chagas             | S     | 18 ottobre 1971  | Finasa      |
| 14 | Fernanda Venturini     | P     | 24 ottobre 1970  | Finasa      |
| 15 | Arlene Xavier          | L     | 20 dicembre 1969 | Minas       |
| 16 | Fabiana Claudino       | C     | 24 gennaio 1985  | Minas       |

## Cina
| N° | Nome          | Ruolo | Data di nascita   | Squadra  |
| -- | ------------- | ----- | ----------------- | -------- |
| -  | Chen Zhonghe  | All   | -                 | -        |
| 2  | Feng Kun      | P     | 28 dicembre 1978  | Beijing  |
| 3  | Yang Hao      | S     | 21 marzo 1980     | Liaoning |
| 4  | Liu Yanan     | C     | 29 settembre 1980 | Liaoning |
| 6  | Li Shan       | C     | 21 maggio 1980    | Tianjin  |
| 7  | Zhou Suhong   | O     | 23 aprile 1979    | Zhejiang |
| 8  | Zhao Ruirui   | C     | 8 ottobre 1981    | Bayi     |
| 9  | Zhang Yuehong | S     | 9 novembre 1975   | Liaoning |
| 10 | Chen Jing     | C     | 3 settembre 1975  | Sichuan  |
| 12 | Song Nina     | P     | 7 aprile 1980     | Bayi     |
| 15 | Wang Lina     | S     | 5 febbraio 1978   | Bayi     |
| 16 | Zhang Na      | L     | 19 aprile 1980    | Tianjin  |
| 18 | Zhang Ping    | C     | 23 marzo 1982     | Tianjin  |

## Corea del Sud
| N° | Nome           | Ruolo | Data di nascita  | Squadra          |
| -- | -------------- | ----- | ---------------- | ---------------- |
| -  | Kim Cheol-yong | All   | -                | -                |
| 1  | Lee Jung-ok    | S     | 19 luglio 1983   | LG Petrochemical |
| 3  | Kang Hye-mi    | P     | 27 aprile 1974   | Hyundai E&C      |
| 4  | Ku Min-jung    | S     | 25 agosto 1973   | Hyundai E&C      |
| 5  | Kim Sa-nee     | P     | 21 giugno 1981   | Korea Expressway |
| 6  | Choi Kwang-hee | S     | 25 maggio 1974   | KT&G             |
| 8  | Nam Jie-youn   | L     | 25 maggio 1983   | LG Petrochemical |
| 9  | Chang So-yun   | C     | 11 novembre 1974 | Hyundai E&C      |
| 11 | Kim Mi-jin     | C     | 22 luglio 1979   | Korea Expressway |
| 12 | Pak Sun-mi     | S     | 3 febbraio 1982  | Hyundai E&C      |
| 13 | Jung Dae-young | C     | 12 agosto 1981   | Hyundai E&C      |
| 14 | Han Song-yi    | S     | 5 settembre 1984 | Korea Expressway |
| 15 | Kim Se-young   | C     | 4 giugno 1981    | KT&G             |

## Cuba
| N° | Nome               | Ruolo | Data di nascita   | Squadra          |
| -- | ------------------ | ----- | ----------------- | ---------------- |
| -  | Luis Calderón      | All   | -                 | -                |
| 1  | Yumilka Ruiz       | S     | 8 maggio 1978     | Camagüey         |
| 3  | Nancy Carrillo     | C     | 11 gennaio 1986   | Ciudad Habana    |
| 5  | Maisbelis Martinez | L     | 12 giugno 1977    | Ciudad Habana    |
| 6  | Daimí Ramírez      | P/O   | 8 ottobre 1983    | Ciudad Habana    |
| 8  | Yaima Ortíz        | L     | 9 novembre 1981   | Ciudad Habana    |
| 10 | Ana Ivis Fernández | C     | 3 agosto 1973     | Murcia           |
| 11 | Liana Mesa         | S     | 26 dicembre 1977  | Camagüey         |
| 12 | Rosir Calderón     | S     | 28 dicembre 1984  | Ciudad Habana    |
| 13 | Anniara Muñoz      | P/O   | 21 gennaio 1980   | Cienfuegos       |
| 16 | Dulce Téllez       | C     | 12 settembre 1983 | Santiago de Cuba |
| 17 | Marta Sánchez      | S     | 17 maggio 1973    | Holguín          |
| 18 | Zoila Barros       | C     | 6 agosto 1976     | Ciudad Habana    |

## Germania
| N° | Nome                | Ruolo | Data di nascita  | Squadra          |
| -- | ------------------- | ----- | ---------------- | ---------------- |
| -  | Hee Wan Lee         | All   | -                | -                |
| 3  | Tanja Hart          | P     | 24 gennaio 1974  | Ulm              |
| 4  | Kerstin Tzscherlich | L     | 15 febbraio 1978 | Dresdner         |
| 6  | Julia Schlecht      | P     | 16 marzo 1980    | Bayer Leverkusen |
| 8  | Cornelia Dumler     | S     | 22 gennaio 1982  | Münster          |
| 9  | Christina Benecke   | C     | 14 ottobre 1974  | Fischbek         |
| 11 | Christiane Fürst    | C     | 29 marzo 1985    | Dresdner         |
| 12 | Olessya Kulakova    | C     | 31 gennaio 1977  | RC Cannes        |
| 13 | Atika Bouagaa       | S     | 22 maggio 1982   | Münster          |
| 14 | Kathy Radzuweit     | C     | 2 marzo 1982     | Bayer Leverkusen |
| 15 | Angelina Grün       | O     | 2 dicembre 1979  | Bergamo          |
| 16 | Judith Sylvester    | O     | 13 ottobre 1977  | Bayer Leverkusen |
| 17 | Birgit Thumm        | C     | 3 luglio 1980    | Vilsbiburg       |

## Giappone
| N° | Nome               | Ruolo | Data di nascita  | Squadra             |
| -- | ------------------ | ----- | ---------------- | ------------------- |
| -  | Shoichi Yanagimoto | All   | -                | -                   |
| 1  | Tomoko Yoshihara   | C     | 4 febbraio 1970  | Pioneer Red Wings   |
| 2  | Chie Tsuji         | P     | 9 agosto 1979    | Mobara Alukas       |
| 3  | Ikumi Narita       | L     | 1º gennaio 1976  | Hisamitsu Springs   |
| 4  | Miki Sasaki        | S     | 15 dicembre 1976 | Pioneer Red Wings   |
| 5  | Kanako Ōmura       | C     | 15 dicembre 1976 | Hisamitsu Springs   |
| 7  | Yoshie Takeshita   | P     | 18 marzo 1978    | JT Marvelous        |
| 9  | Miyuki Takahashi   | S     | 25 dicembre 1978 | NEC Red Rockets     |
| 12 | Sachiko Sugiyama   | C     | 19 ottobre 1979  | NEC Red Rockets     |
| 13 | Ai Ōtomo           | C     | 24 marzo 1982    | NEC Red Rockets     |
| 14 | Kana Oyama         | O     | 19 giugno 1984   | Toray Arrows        |
| 16 | Megumi Kurihara    | S     | 31 luglio 1984   | NEC Red Rockets     |
| 18 | Saori Kimura       | S     | 19 agosto 1986   | Seitoku High School |

## Kenya
| N° | Nome              | Ruolo | Data di nascita   | Squadra                  |
| -- | ----------------- | ----- | ----------------- | ------------------------ |
| -  | Abdul Muge        | All   | -                 | -                        |
| 1  | Philister Sang    | S     | 12 settembre 1984 | Indian Hills University  |
| 4  | Abigael Kipkemboi | C     | 26 agosto 1981    | Kenya Pipeline           |
| 5  | Nancy Nyongesa    | S     | 18 giugno 1987    | Lugulu                   |
| 6  | Catherine Wanjiru | S     | 7 agosto 1978     | Kenya Pipeline           |
| 7  | Janet Wanja       | P     | 24 febbraio 1984  | Kenya Pipeline           |
| 9  | Dorcas Nakhomicha | S     | 31 marzo 1971     | Telkom Kenya             |
| 11 | Roselidah Obunaga | C     | 23 dicembre 1973  | Southwest Missouri State |
| 13 | Leonidas Kamende  | S     | 28 agosto 1979    | Kenya Pipeline           |
| 14 | Violet Barasa     | S     | 21 giugno 1975    | Panellīnios              |
| 15 | Gladys Nasikanda  | C     | 25 luglio 1978    | Union University         |
| 17 | Mercy Wesutila    | L     | 8 marzo 1976      | Kenya Pipeline           |
| 18 | Judith Serenge    | P     | 21 gennaio 1976   | Kenya Pipeline           |

## Grecia
| N° | Nome                   | Ruolo | Data di nascita  | Squadra                 |
| -- | ---------------------- | ----- | ---------------- | ----------------------- |
| -  | Dimitrios Floros       | All   | -                | -                       |
| 1  | Zanna Proniadou        | C     | 13 dicembre 1978 | Filathlītikos Salonicco |
| 2  | Maria Gkaragkounī      | S     | 21 dicembre 1975 | Vrilīssiōn              |
| 4  | Nikī Gkaragkounī       | C     | 12 marzo 1977    | Panathīnaïkos           |
| 6  | Elenī Memetzī          | P     | 12 gennaio 1975  | Vrilīssiōn              |
| 8  | Charikleia Sakkoula    | S     | 18 dicembre 1973 | Filathlītikos Salonicco |
| 9  | Eleutheria Chatzīnikou | P     | 20 aprile 1978   | EA Larissa              |
| 10 | Iōanna Vlachou         | L     | 14 maggio 1981   | Aias Evosmou            |
| 11 | Vasiliki Papazoglou    | S     | 24 agosto 1979   | Panellīnios             |
| 14 | Sofia Iordanidou       | S     | 3 maggio 1974    | Panellīnios             |
| 15 | Geōrgia Tzanakakī      | C     | 1º dicembre 1980 | Panellīnios             |
| 16 | Elenī Kiosī            | S     | 27 febbraio 1985 | Aias Evosmou            |
| 18 | Ruxandra Dumitrescu    | S     | 20 aprile 1977   | Panathīnaïkos           |

## Italia
| N° | Nome                | Ruolo | Data di nascita   | Squadra            |
| -- | ------------------- | ----- | ----------------- | ------------------ |
| -  | Marco Bonitta       | All   | 5 settembre 1963  | -                  |
| 2  | Simona Rinieri      | S     | 1º settembre 1977 | RC Cannes          |
| 3  | Elisa Togut         | O     | 14 maggio 1978    | Giannino Pieralisi |
| 4  | Manuela Leggeri     | C     | 9 maggio 1976     | Giannino Pieralisi |
| 8  | Jenny Barazza       | C     | 24 luglio 1981    | Bergamo            |
| 9  | Nadia Centoni       | O     | 19 giugno 1981    | Robursport Pesaro  |
| 10 | Paola Paggi         | C     | 6 dicembre 1976   | Bergamo            |
| 12 | Francesca Piccinini | S     | 10 gennaio 1979   | Bergamo            |
| 13 | Manuela Secolo      | S     | 22 febbraio 1977  | Bergamo            |
| 14 | Eleonora Lo Bianco  | P     | 22 dicembre 1979  | Giannino Pieralisi |
| 15 | Antonella Del Core  | S     | 5 novembre 1980   | Robursport Pesaro  |
| 16 | Francesca Ferretti  | P     | 15 febbraio 1984  | Modena             |
| 17 | Paola Cardullo      | L     | 18 marzo 1982     | Asystel            |

## Rep. Dominicana
| N° | Nome              | Ruolo | Data di nascita   | Squadra         |
| -- | ----------------- | ----- | ----------------- | --------------- |
| -  | Jorge Garbey      | All   | -                 | -               |
| 1  | Annerys Vargas    | C     | 7 agosto 1982     | Modeca          |
| 3  | Yudelkys Bautista | C     | 5 dicembre 1977   | Mirador         |
| 5  | Evelyn Carrera    | L     | 5 ottobre 1971    | Los Prados      |
| 6  | Alexandra Caso    | L     | 25 aprile 1987    | Arlenis Cordero |
| 7  | Sofía Mercedes    | S     | 25 maggio 1976    | Independencia   |
| 8  | Juana Saviñon     | S     | 13 settembre 1980 | Evosancris      |
| 10 | Milagros Cabral   | S     | 17 ottobre 1978   | Los Cachorros   |
| 11 | Juana González    | P     | 3 gennaio 1979    | Modeca          |
| 12 | Francia Jackson   | P     | 8 novembre 1975   | Mirador         |
| 14 | Prisilla Rivera   | O     | 29 dicembre 1986  | Mirador         |
| 15 | Cosiri Rodríguez  | O     | 30 agosto 1977    | Doña Ana        |
| 16 | Kenia Moreta      | C     | 7 aprile 1984     | Mirador         |

## Russia
| N° | Nome                | Ruolo | Data di nascita | Squadra               |
| -- | ------------------- | ----- | --------------- | --------------------- |
| -  | Nikolaj Karpol      | All   | -               | -                     |
| 2  | Irina Tebenichina   | C     | 5 dicembre 1978 | Uraločka              |
| 4  | Elena Batuchtina    | L     | 12 aprile 1971  | Uraločka              |
| 5  | Ljubov' Sokolova    | S/O   | 4 dicembre 1977 | Bergamo               |
| 7  | Natal'ja Safronova  | S     | 6 febbraio 1979 | Uraločka              |
| 8  | Evgenija Artamonova | S     | 17 luglio 1975  | Uraločka              |
| 9  | Elizaveta Tiščenko  | C     | 7 febbraio 1975 | Uraločka              |
| 10 | Olga Čukanova       | S     | 9 giugno 1980   | Uraločka              |
| 11 | Ekaterina Gamova    | S/O   | 17 ottobre 1980 | Uraločka              |
| 12 | Marina Šešenina     | P     | 26 giugno 1985  | Uraločka              |
| 13 | Aleksandra Sorokina | S/O   | 1º ottobre 1986 | Universitet-Technolog |
| 14 | Elena Plotnikova    | S     | 26 luglio 1978  | Uraločka              |
| 16 | Olga Nikolaeva      | -     | 14 maggio 1972  | Leningradka           |

## Stati Uniti
| N° | Nome              | Ruolo | Data di nascita   | Squadra            |
| -- | ----------------- | ----- | ----------------- | ------------------ |
| -  | Toshiaki Yoshida  | All   | -                 | -                  |
| 1  | Prikeba Phipps    | S     | 30 giugno 1969    | Minas              |
| 2  | Danielle Scott    | C     | 1º ottobre 1972   | Chieri             |
| 3  | Tayyiba Haneef    | S/O   | 23 marzo 1979     | Stati Uniti        |
| 4  | Lindsey Berg      | P     | 16 luglio 1980    | Stati Uniti        |
| 5  | Stacy Sykora      | L     | 24 giugno 1977    | Olimpia Ravenna    |
| 6  | Elisabeth Bachman | C     | 7 novembre 1978   | Stati Uniti        |
| 7  | Heather Bown      | C     | 29 novembre 1978  | Modena             |
| 9  | Ogonna Nnamani    | S/O   | 29 luglio 1983    | Stanford           |
| 11 | Robyn Ah Mow      | P     | 15 settembre 1975 | Stati Uniti        |
| 12 | Nancy Meendering  | S/O   | 12 novembre 1978  | Sirio Perugia      |
| 13 | Tara Cross        | S     | 16 settembre 1968 | Stati Uniti        |
| 15 | Logan Tom         | S     | 25 maggio 1981    | Giannino Pieralisi |